# Sensació FM
Sensació FM era una emissora que emetia a Barcelona, propietat de Mediageneris, S.L. i part del Grup Canal Català. Presentava una radiofórmula que combinava música actual i antiga (dels anys 70, 80 i 90), la majoria èxits.
El propietari de l'emissora era l'empresari italià Nicola Pedrazzoli, propietari de Canal 50 de Sabadell i de Canal Català.
Com a director de l'emissora figurava Frederic Sala (Freddy Sala), comunicador procedent d´emissores com Onda Rambla, COPE i de canals locals de tv com Canal Català i 25tv.
Va ser el primer coordinador musical de Cadena 100 a Catalunya i un dels caps de programació de Hit Ràdio (fórmula musical d´Onda Rambla).
Precisament l'estil musical de Sensació es basa en la programació musical d'aquesta última emissora.

## Història

### 102,3 MHz
La freqüència 102,3 i el lloc d'emissió van ser llogats a l'antiga DIGITAL FM, (emissora il·legal). Emetia a força potència (5kW) pels 102,3 des del Tibidabo, abans ho feia pels 102,2. Quan es va canviar als 102,3 va afectar Alternativa Barcelona, Ràdio La Mina i Fem Ràdio que estan als 102,4. Sensació FM no tenia llicència d'FM així que hauria d'haver respectat Alternativa Barcelona que tot i moure's en el marc de l'al·legalitat portava vint anys emetent i Sensació FM, en comptes d'evitar interferir Alternativa Barcelona, va augmentar fins i tot la potència.

### 103,2 Mhz
Va comprar una freqüència (il·legal) a Digital FM. Al 103,2 també li van pujar la potència fins a arribar als 10kW. Abans quan era Digital FM, no es podia rebre a Barcelona; al cap d'uns dies de ser Sensació FM, va augmentar la potència, des de llavors es podia rebre encara que feblement. A Barcelona interferia lleugerament a Sants 3 Ràdio.
Ràdio Ullastrell va posar dues denúncies contra l'emissora. El motiu de la denúncia era per un perill per a la seguretat de les persones, ja que Radio Ullastrell es trobava àmpliament interferida i sobremodulada, per una emissora sense concessió. Això va provocar que un incendi d'unes condicions extraordinàries, alertés a les autoritats municipals, per activar un pla d'emergència, el problema, la meitat de la població podien seguir les instruccions però en la resta solament podien escoltar interferències, o cançons.
A causa de la denúncia de Ràdio Ullastrell, la Direcció de Mitjans Audiovisuals va tramitar un expedient sancionador contra aquesta emissora. Els propietaris de l'emissora va rebre una notificació perquè cessessin les emissions il·legals.

### Mux. 48
Van tancar voluntàriament les emissions de l'FM l'1 de desembre de 2008, però van continuar per Internet i per la TDT des del dia 29 de gener de 2009 a la freqüència 48 de la TDT de Barcelona i rodalia, juntament amb Canal Català, de manera legal, perquè no va aconseguir la concessió de cap llicència.
Finalment, per motius empresarials, va tancar també les emissions a través d'Internet i la TDT el 31 de juliol de 2009.

## Freqüències

### Freqüències analògiques
- 102.3 FM: Barcelonès, Baix Llobregat, Vallès Oriental i part del Maresme i de l'Alt Penedès.
- 103.2 FM: Vallès Occidental, el Pla de Barcelona i, deficientment, el delta del Llobregat.
- 89.6 FM: Maresme (prevista)

### Freqüències digitals
- Canal 35 UHF: Osona.
- Canal 48 UHF: Barcelonès.
- Canal 54 UHF: Tarragonès, Alt Camp i Conca de Barberà.